# Уніцикл

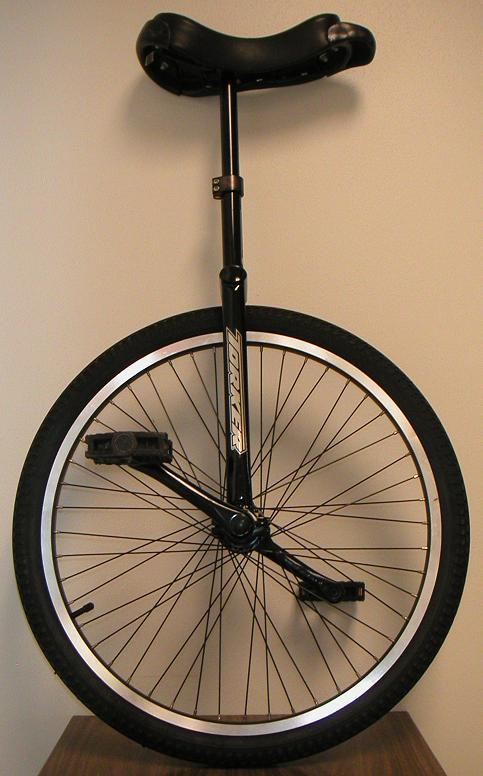
Уніцикл Torker

Уніци́кл або моноци́кл — транспортний засіб, який приводить в рух сила людських м'язів. Оснащений одним колесом, тому іноді його називають «одноколісним велосипедом», але на відміну від велосипеда уніцикл має простішу конструкцію.

## Історія

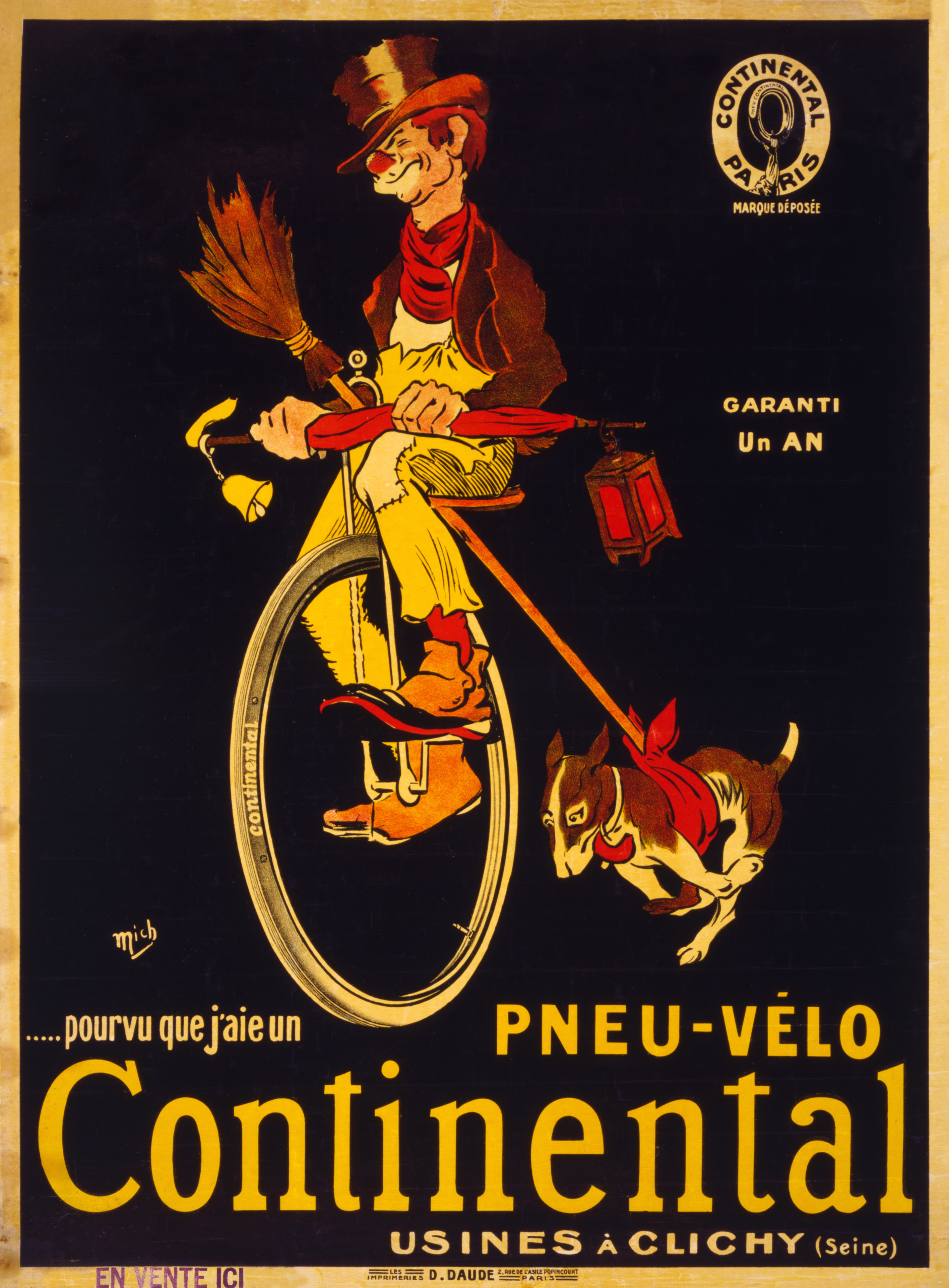
«Якби у мене була велосипедна шина Continental». Рекламний плакат шин Continental, який зображує клоуна з собачкою на уніциклі (1900-ті роки).

Одна з теорій походження уніциклу говорить, що він виник завдяки популярності пенні-фартінга — велосипеда з великим переднім і маленьким заднім колесом. Так як його педалі кріпилися безпосередньо до переднього колеса, заднє колесо могло підскакувати на нерівностях, і в деякий час рухався на одному колесі. Багато власників пенні-фартингів виявили, що вони можуть їздити, прибравши задню частину рами і кермо. Цю теорію підтверджують зображення уніциклів кінця XIX століття з великими колесами. З тих пір власники уніцикла надихали виробників на створення різних конструкцій, наприклад, уніцикл без сідла (англ. ultimate wheel), високі уніцикли («Жирафи»). Наприкінці 1980-х років інтерес до уніцикла з'являється в середовищі спортсменів-екстремалів, в результаті чого було створено «позашляховий» або «гірський» уніцикл («муні», від англ. mountain unicycling — «MUni»).

## Конструкція

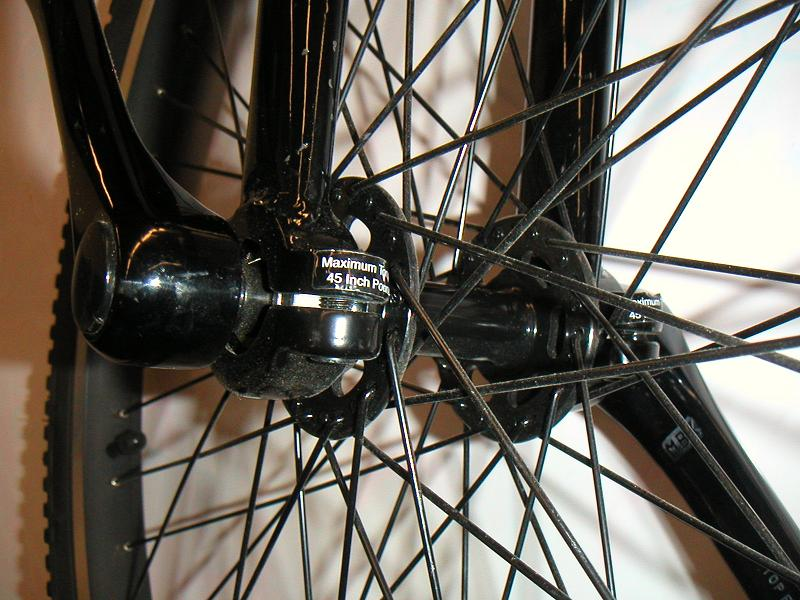
Втулка уніцикла

Уніцикл складається з наступних основних деталей:
- колесо (складається з велосипедної шини, камери, обода, спиць, втулки и осі)
- шатуни
- рама
- педалі
- підсідельний штир
- сідло

Колесо виглядає так само, як велосипедне. Відмінність в тому, що вісь є одним цілим з втулкою, і обертання педалей безпосередньо передається колесу. Це називається пряма передача. Рама кріпиться зверху на підшипники втулки, а шатуни педалей приєднуються до кінців осі. Підсідельний штир з'єднує раму і сідло. Сідло уніциклу також відрізняється від велосипедного, воно сконструйоване в розрахунку на пряму посадку пасажира, і оснащено бамперами спереду і ззаду.

### Додаткове обладнання
Кермо — важіль, закріплений під сідлом і спрямований вперед, схожий на велосипедне кермо. Застосовується як додаткова точка опори в тривалих поїздках і для кріплення обладнання (звукового сигналу, ручки гальма, велокомп'ютерів, іноді — ліхтарів).
Гальмо — для уніциклів випускаються гальма зі спеціально сконструйованим для кріплення під сідло важелем. При наявності керма можна встановити і звичайне гальмо.

## Способи навчання
Існують різні способи навчитися їзді на уніциклі. Найпростіший — їзда з підтримкою. Інший спосіб передбачає навчання їзді в вузькому коридорі, стіни якого служать бічною опорою, і учень може зосередитися на тренуванні балансу в поздовжній площині. Якщо немає відповідного коридору, допоможе паркан або навіть натягнута мотузка. Балансування між двома стільцями, поставленими спинками один до одного, також допомагає учневі відрегулювати посадку перед тим, як приступати до їзди. Використання пристосувань, наприклад лижних палиць, зазвичай не рекомендується, так як вони заважають балансуванню. Крім того, використання пристосувань може призвести до пошкоджень при падінні.

## Типи уніциклів

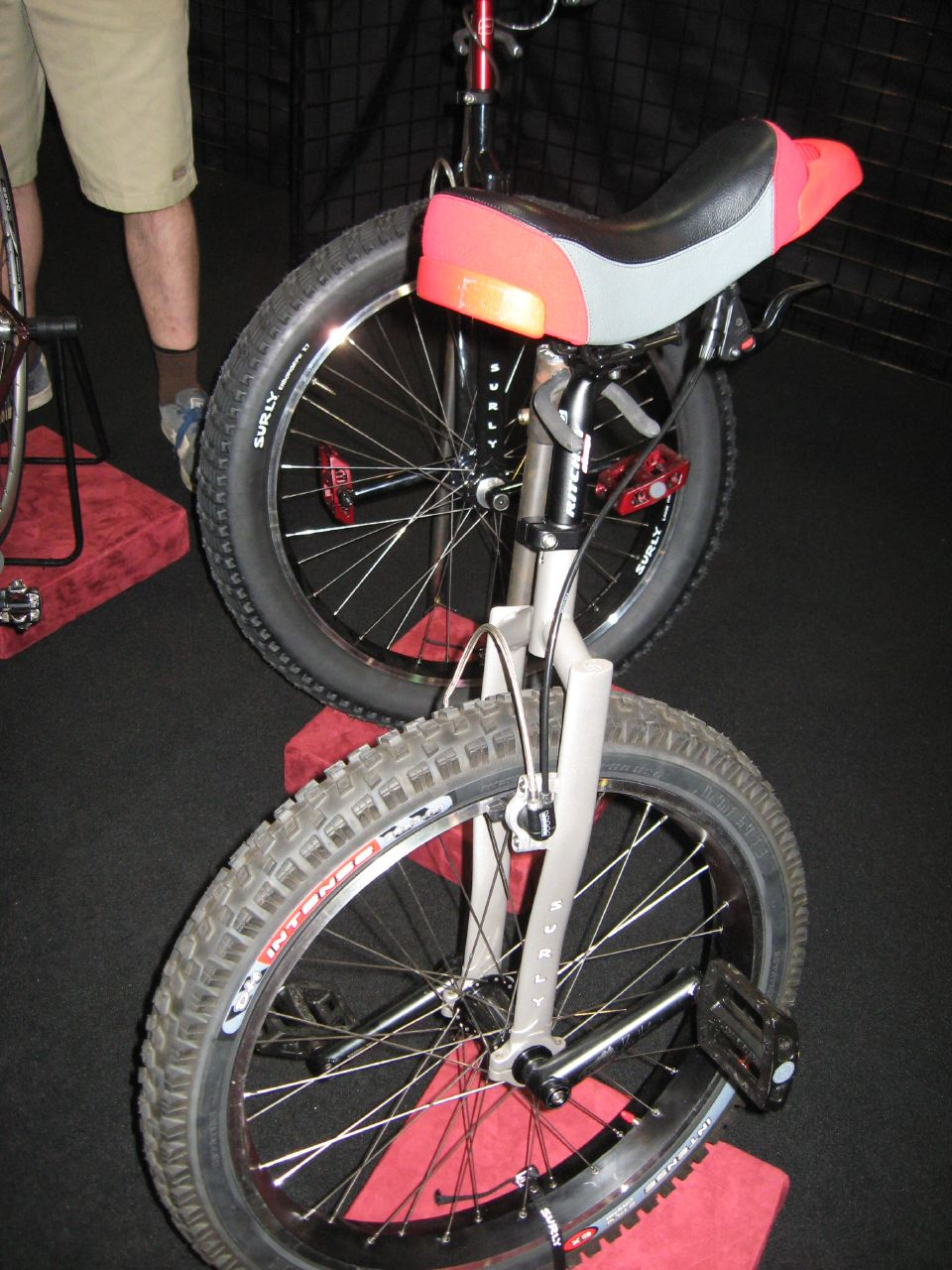
Позашляхові уніцикли

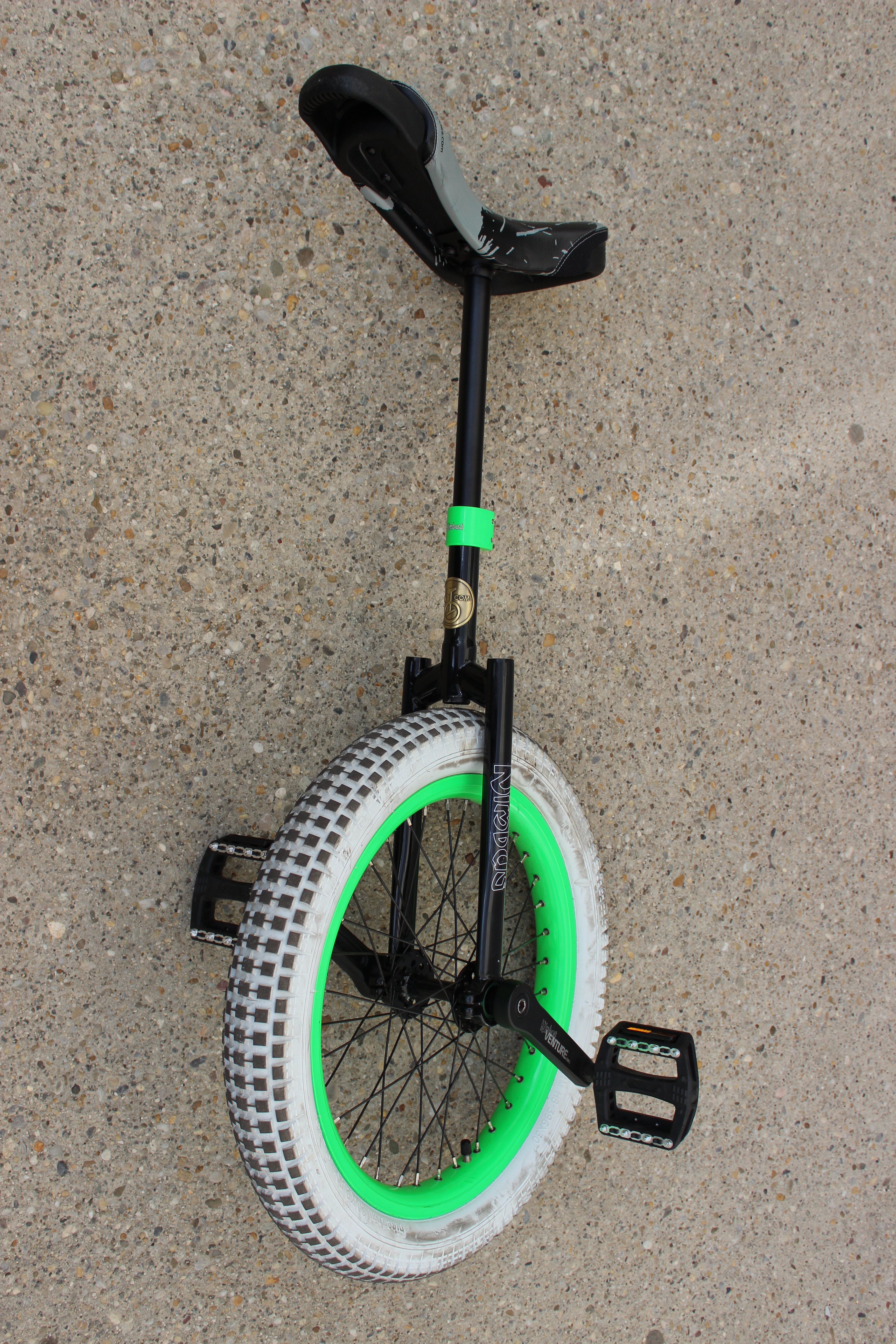
Уніцикл для тріалу

### Уніцикли для фрістайлу
В основному використовуються для трюків на плоскій поверхні (флатленд) і фріситайлу. Зазвичай мають відносно високий підсідельний штир, вузьке сідло і вилку з квадратним верхом (використовується для постановки ніг при виконанні трюків). Такі уніцикли використовуються також, як і велосипеди для більш рівної поверхні. Звичайний розмір колеса — 20 дюймів (510 мм), але уніциклісти низького зросту можуть використовувати 12-дюймів (300 мм). Деякі надають перевагу колесам розміру 24-дюймів (610 мм).

### Уніцикли для тріалу
Створені для тріалу, ці уніцикли міцніші, ніж звичайні, щоб витримувати навантаження, пов'язані зі стрибками і дропами. Як правило, вони оснащені широкими колесами і шинами 19 або 20-дюймів (510 мм) з високим протектором, для поглинання енергії ударів.

### Гірські уніцикли (MUni)

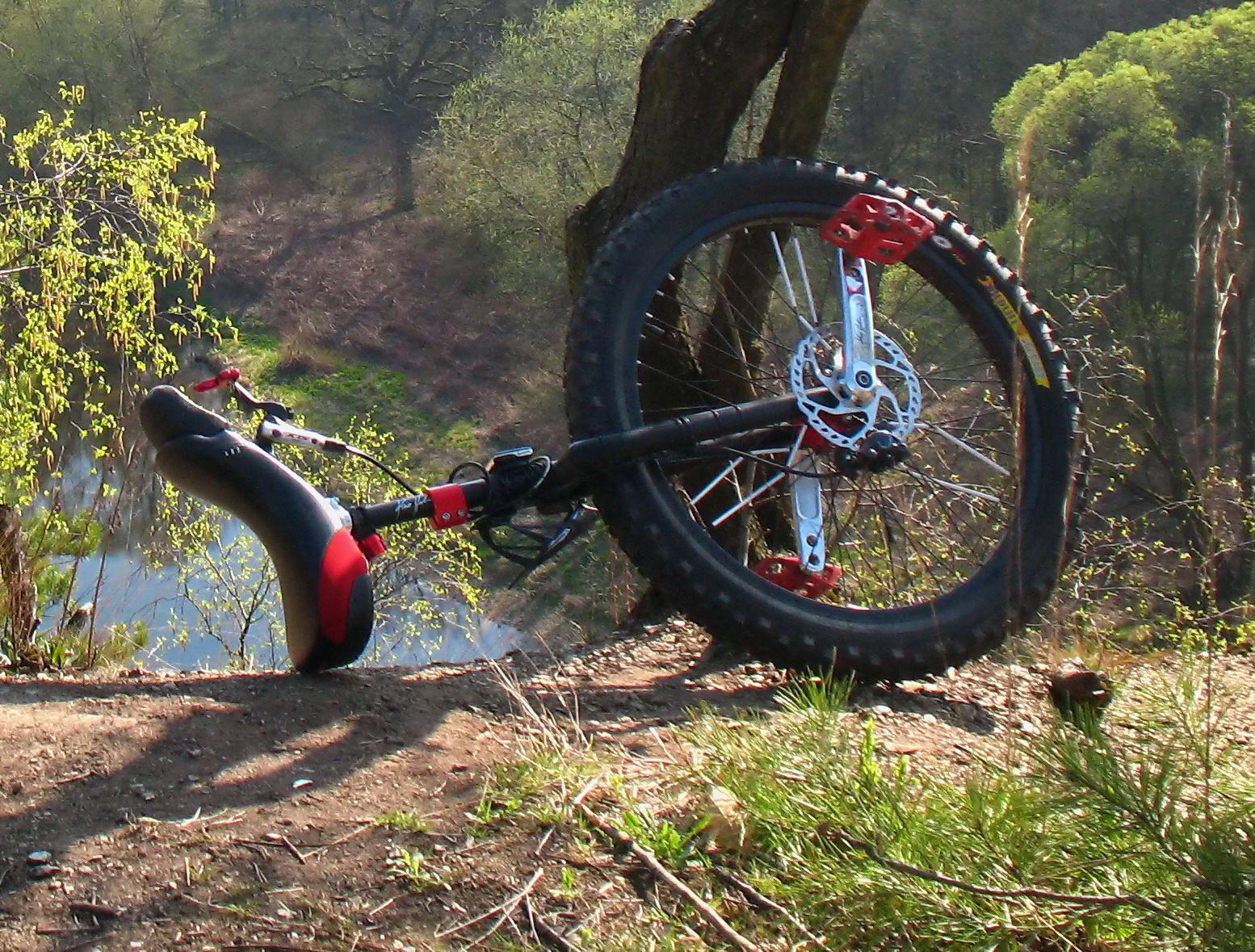
MUni з гальмами

Гірські уніцикли, або MUni (від англ. mountain unicycling), багато в чому схожі на моноцикли для тріалу, за винятком декількох відмінностей. Як правило, у гірських уніциклів більші колеса (24, 26 або 29 дюймів (660 мм та 740 мм)), з якими легше долати невеликі перешкоди, наприклад, коріння дерев або каміння. 29-ти дюймові колеса використовуються для поїздок на довгі дистанції, або для навмисного ускладнення процесу. Сідла гірських моноциклів товщі і комфортніші для компенсації нерівностей ґрунту. Також на гірських моноциклах використовуються гальма, необхідні при з'їзді з крутих схилів.

### Дорожні уніцикли

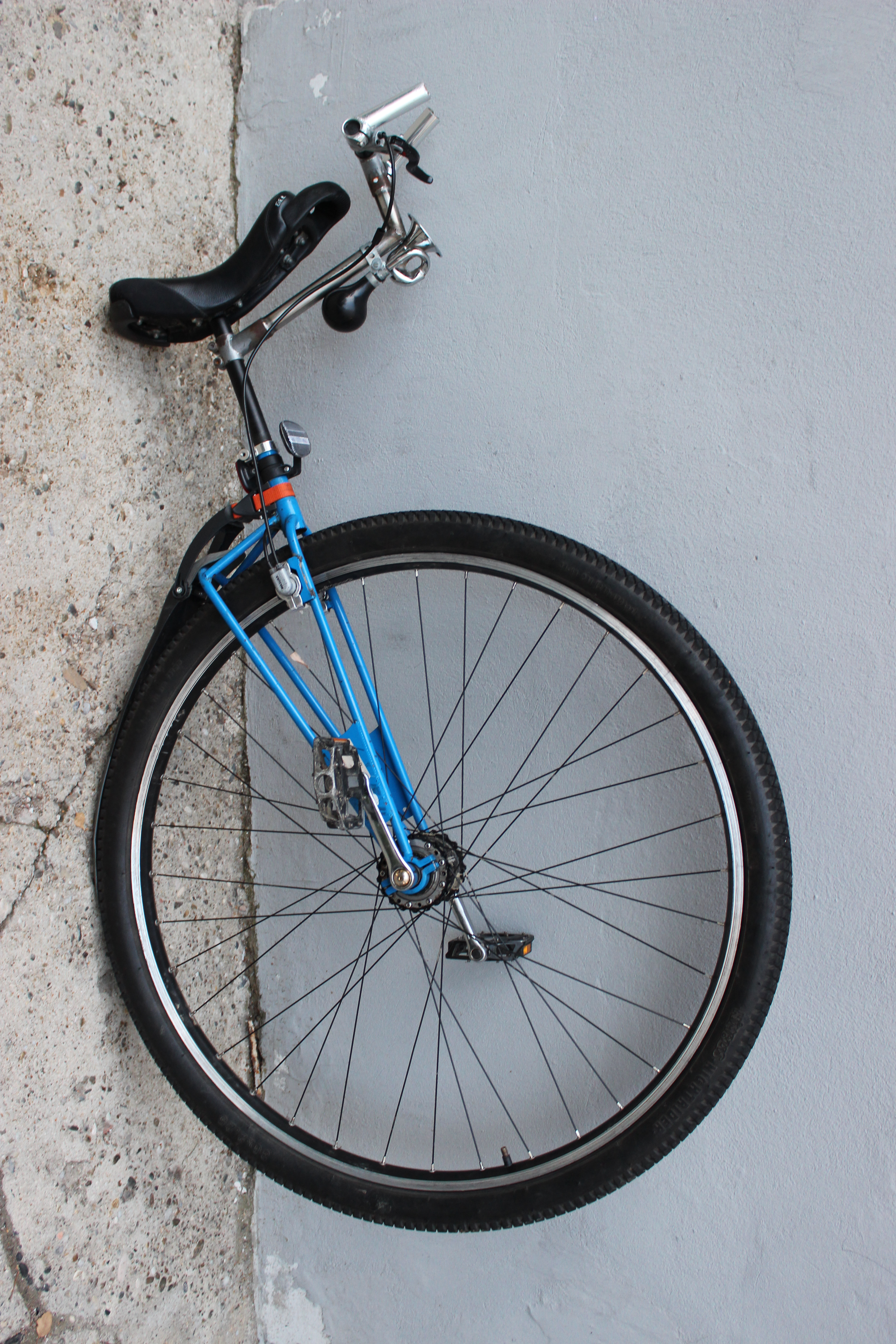
36" уніцикл з планетарною втулкою Schlumpf

Такі уніцикли створені для подолання довгих дистанцій. Зазвичай на них ставляться великі колеса, від 26 до 36 дюймів (910 мм), що дозволяє проїжджати більшу відстань, роблячи менше оборотів педалей. Існують інші варіанти дорожніх уніциклів, наприклад, «GUni» (від англ. geared unicycle — уніцикл з передачами) — уніцикл з планетарною втулкою на дві передачі, виробництва компанії Schlumpf. На великі колеса, як правило, ставляться педалі з короткими шатунами, для легкого каденсу і великій швидкості.

### Інші різновиди

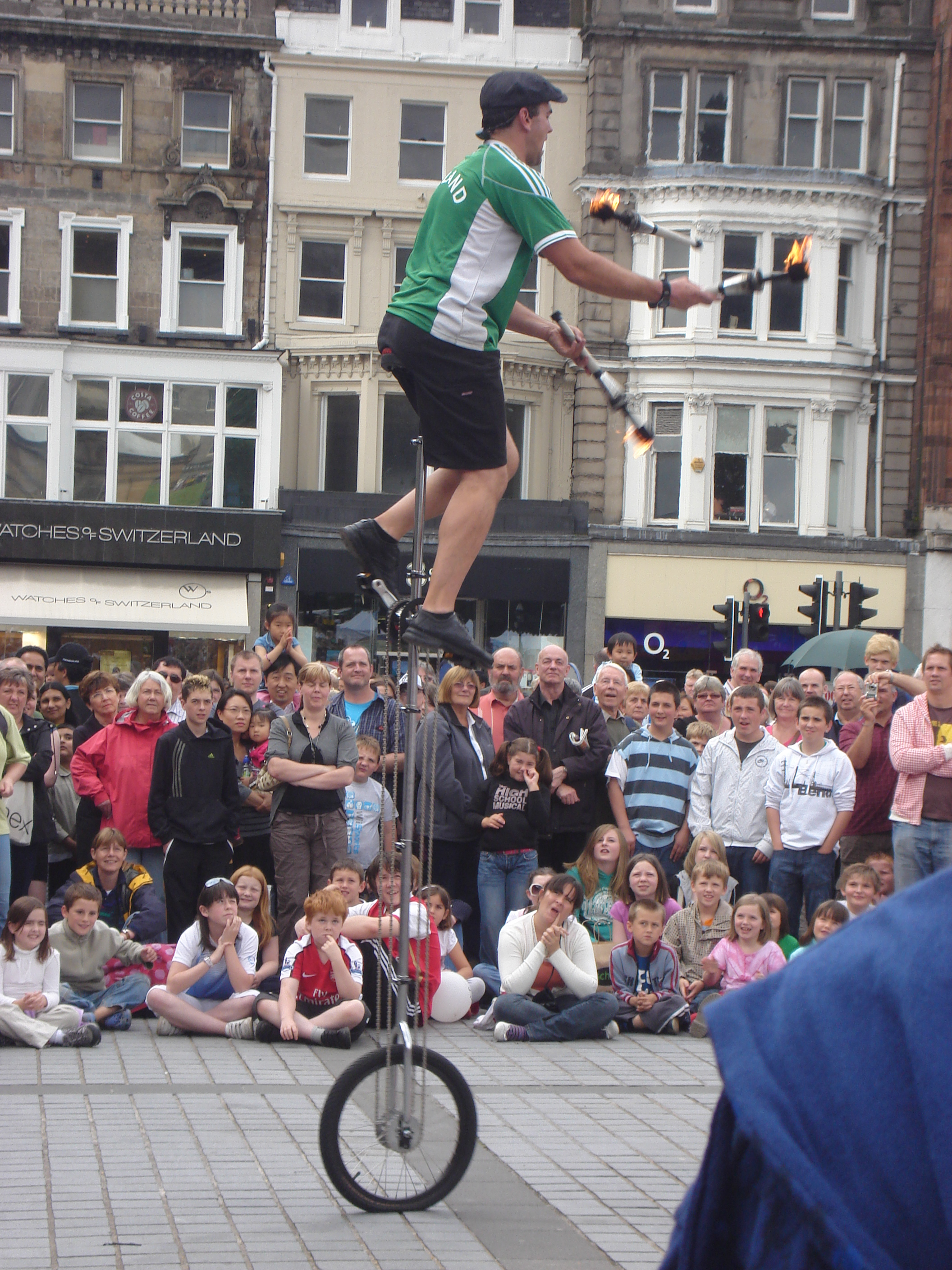
Уніцикл «Жираф»

- «Жираф»: уніцикл з ланцюговою передачею. Використання ланцюга дозволяє робити уніцикл такого типу набагато вище звичайного (багатоколісного уніцикли теж іноді називають «жирафами»). У звичайних уніциклів немає ланцюга, і це обмежує висоту сідла, так як вершник має діставати ногами до педалей, прикріплених до центру осі. Висота «Жирафа» може досягати від 1 до 3 метрів.
- Уніцикл з передачею, GUni (від англ. Geared unicycle): уніцикл, колесо якого обертається швидше, ніж педалі. Їх використовують для далеких поїздок і гонок.
- «Кенгуру»: уніцикл, педалі якого дивляться в одну сторону. Назва походить від характеру рухів вершника при їзді, що нагадують стрибки кенгуру.
- Ексцентричний уніцикл: уніцикл, вісь якого розташована поза центром колеса.
- Ултімейт (від англ. ultimate wheel): колесо без рами і сідла, просто колесо з педалями.
- Неможливе колесо, «Імпосібл», «Impossible wheel», «BC wheel»: колесо зі штирями або металевими платформами для стояння. Звичайне застосування — їзда по інерції і стрибки.
- Інтроцікл: велике колесо, всередині якого розміщується вершник (як в колесі для хом'яків). Інтроцікл може бути як моторизованим, так і з педальним приводом. У інтроциклів присутній ефект гіроскопа, а центр мас розташований нижче, що робить підтримку балансу простіше, а маневри — складніше.
- Самобалансуючий уніцикл (моноколесо): моторизований уніцикл, оснащений комп'ютером, автоматично підтримує баланс під час їзди.
- Уніцикл з вільним ходом: уніцикл із втулкою, оснащений муфтою обгону, як на звичайному велосипеді. Це дозволяє вершникові їхати по інерції, не обертаючи педалі. На таких уніциклах, як правило, встановлюються гальма, оскільки на ньому неможливо гальмувати традиційним для уніцикла способом (педалями). Важіль гальма зазвичай розміщується під сидінням. На такому уніциклі неможливо їздити заднім ходом.

## Швидкість
Педалі звичайного уніциклу (не «Жирафа» і не GUni) безпосередньо приєднані до осі колеса. Це означає, що у уніциклу відсутні передачі і вільний хід втулки, що дає постійний зворотний зв'язок з колесом. Крім того, це означає, що розмір колеса — основний фактор, що впливає на швидкість уніциклу.
| Розмір | Середня   | Велика    |
| ------ | --------- | --------- |
| 20"    | 9 км/год  | 17 км/год |
| 24"    | 11 км/год | 20 км/год |
| 26"    | 12 км/год | 22 км/год |
| 29"    | 14 км/год | 25 км/год |
| 36"    | 17 км/год | 31 км/год |

## Стилі їзди

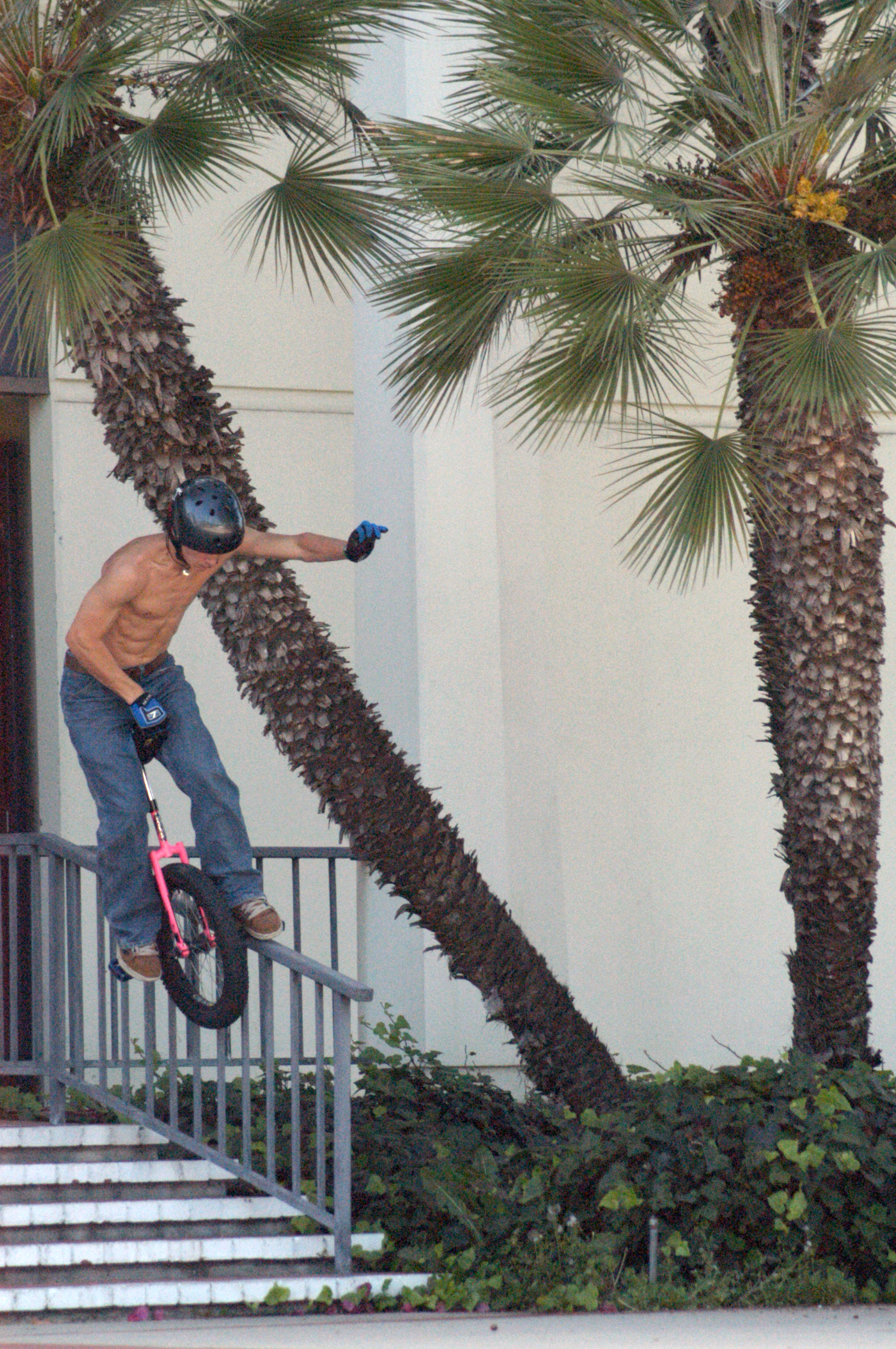
Джесс Рігел перетинає рейку, вуличний уніциклінг

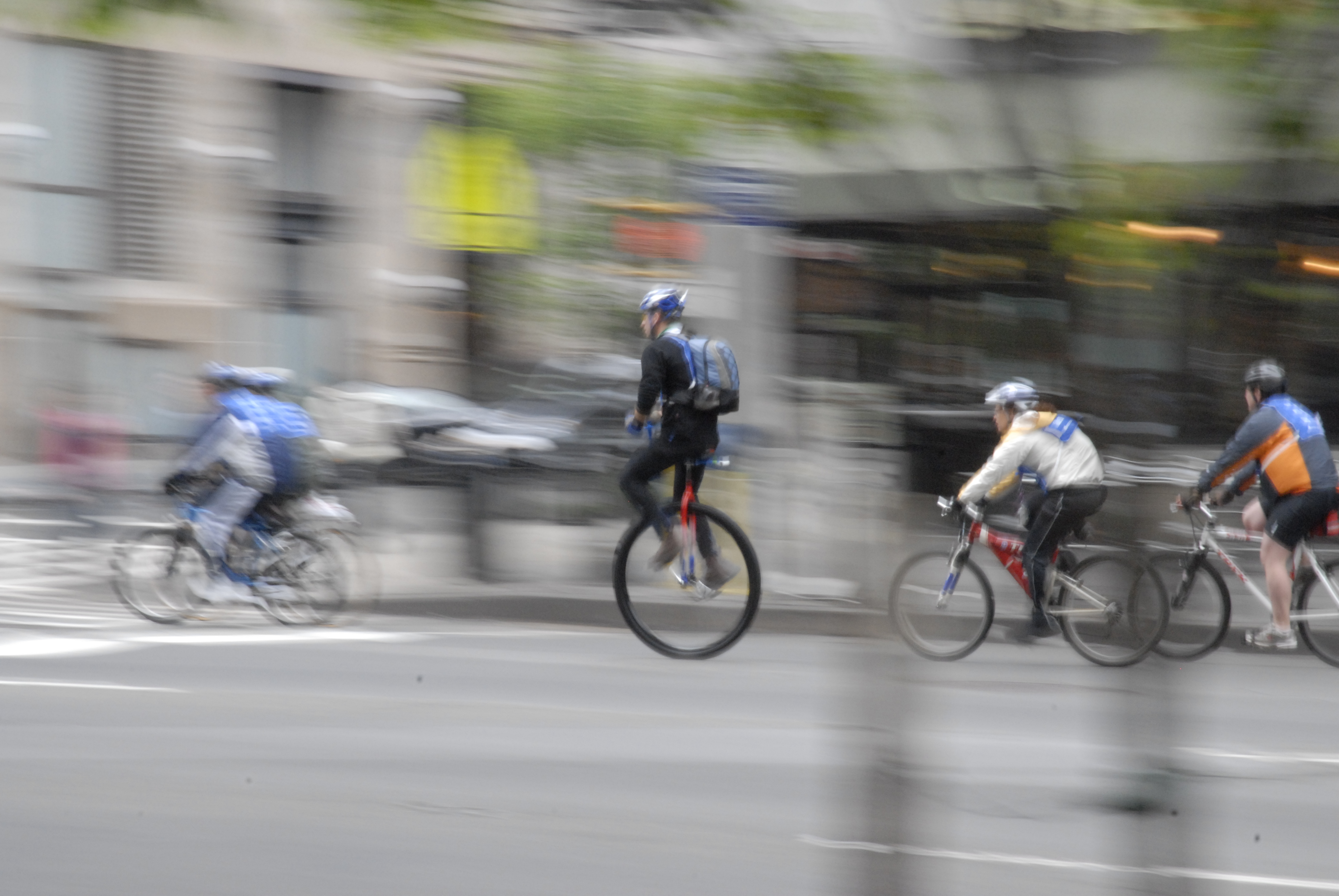
Туризм на 36" уніциклі П'ятий Велосипедний тур Боро

Традиційно уніцикл асоціювався з виставами і цирком. Але в наш час, з появою більш міцних уніциклетних деталей, виникло багато нових стилів їзди, таких як тріал і гірський уніцикл. Таким чином, їзда на уніциклі в наш час вже не тільки розвага, а й спорт.

### Фристайл
Можливо, найстаріший з екстремальних стилів їзди на уніциклі. Традиційний фристайл це, перш за все, шоу. Трюки і рухи вибираються з різних способів їзди на уніциклі, зв'язуються єдиним ритмом в естетично привабливу композицію. Конкурси фристайлу найбільше схожі на конкурси фігурного катання.

### Тріал
Мета тріалу — подолання перешкод, аналогічно велосипедного тріалу.

### Стріт (вуличний)
Вуличний стиль використовує комбінації вуличних об'єктів, таких як сходи, поручні і огорожі, для різних трюків, багато з яких аналогічні трюкам в інших видах екстремального спорту, наприклад BMX і скейтбординг.

### Оффроуд (гірський)
Їзда по пересіченій місцевості — найдинамічніший вид спорту в останні роки. Звичайне місце проведення — гірські схили крутизною від 20 до 40 градусів. Будь-який маршрут, прохідний для гірського велосипеда, доступний і для уніциклу, причому, іноді пройти складну місцевість на уніциклі виявляється легше, за більшої маневровості останнього.

### Туризм
Цей стиль концентрується на поїздках на великі відстані. З колесом в 29-дюймів (740 мм) або 36-дюймів (910 мм) легко їхати зі швидкістю від 15 до 20 км/год і швидше.

### Флетленд
Відносно новий стиль. В цілому схожий на фристайл, але без елементів хореографії. Як у вуличному стилі, трюки схожі на BMX і скейтбординг.

## Командні види спорту на уніциклах
Крім індивідуальних занять, останнім часом зростає популярність командних видів спорту з використанням уніциклу.

### Баскетбол на уніциклах
В баскетбол на уніциклах грають на звичайному баскетбольному полі, за правилами звичайного баскетболу, тобто, переміщуватися з м'ячем можна тільки використовуючи дриблінг. Є кілька правил, специфічних для уніциклу, наприклад, гравець повинен їхати на уніциклі при дриблінгу. В баскетбол грають на 24-дюймових або менших уніциклах з пластиковими педалями, щоб уникнути травм і пошкодження покриття поля. У Північній Америці турніри з баскетболу на уніциклах проходять в Берклі, Детройті, Феніксі, Мінеаполісі і Торонто. У Швейцарії, Франції, Німеччини та Пуерто Рико є баскетбольні команди уніціклістів. Пуерто-риканська команда All Stars — одна з найсильніших; вони перемагали в декількох світових турнірах.

### Хокей на уніциклах
Хокей на уніциклах схожий на хокей на льоду або на траві. Грають тенісним м'ячем і ключками для хокею на льоду. Гра, як правило, не контактна. Є активні ліги в Німеччині, Швейцарії та Великій Британії, міжнародні турніри проводяться мінімум раз на два роки. Турніри у Великій Британії між різними командами проводяться в різних містах, зазвичай на критих аренах, але іноді і на відкритих майданчиках. Кожен турнір триває день, протягом якого проходять ігри між 8-ма командами за круговою системою, де перемагає команда, яка набрала найбільше очок. Якщо дві команди набрали порівну очок, переможець вибирається за кількістю голів або вирішальним пенальті.